# Банк Бразилії
Banco do Brasil S.A. — найбільший банк Бразилії. Банк є змішаною компанією, в якій 68,7 % акцій належить федеральному уряду Бразилії. Акції банку є в обороті на Фондовій біржі Сан-Паулу. Штаб-квартира розташована в місті Бразиліа.

## Історія
Банк було засновано 12 жовтня 1808 року та вважається найстарішим у країні та одним з найстаріших в Латинській Америці. Це був не тільки перший бразильський, але й перший португальський банк. В Бразилії на той час розміщувався королівський двір, змушений залишити Португалію за часів Наполеонівських війн.